# Граймс (певица)
Клэр Эли́с Буше́ (англ. Claire Elise Boucher; род. 17 марта 1988, Ванкувер, Британская Колумбия, Канада), более известна под псевдонимом Граймс (англ. Grimes) — канадская певица, музыкант, автор песен, продюсер и художница.

## Биография

### Ранние годы
Клэр Буше выросла в Ванкувере. Её прабабушка была немкой, которая родилась в уездном городе Аккерман Бессарабской губернии Российской империи (ныне Белгород-Днестровский, Одесская область, Украина) и знала русский. Отец имеет смешанные корни. Мать имеет французские и итальянские корни. Окончила католическую школу в Ванкувере, а также 11 лет занималась балетом. Переехав в Квебек, она начала записывать музыку под псевдонимом Граймс. В 2006 году переехала в Монреаль, где поступила в Университет Макгилла. Позже бросила учёбу ради музыки в начале 2011 года.

### Начало карьеры
В 2010 г. дебютирует с альбомом Geidi Primes, затем выпускает альбом Halfaxa. В мае 2011 года она выступает на разогреве у Люкке Ли во время её североамериканского турне и выпускает мини-сплит Darkbloom совместно с канадским музыкантом d’Eon.
В 2011 году снялась в короткометражном драматическом фильме канадского режиссёра Мэттью Ранкина Tabula Rasa. В январе 2012 года Граймс сообщила в Твиттере, что подписала контракт с рекорд-лейблом 4AD, на котором вышел её альбом Visions в феврале 2012 года в Северной Америке и в марте того же года в остальных странах. Альбом получил признание среди музыкальных критиков и слушателей.

### Art Angels
26 июня 2014 года публикует новый сингл «Go» совместно с музыкантом Blood Diamonds. 8 марта 2015 года публикует видеоклип «REALiTi», который сама же срежиссировала. 20 октября 2015 года Граймс анонсирует свой новый альбом Art Angels и публикует обложку в своём аккаунте Instagram. В 2016 году певица планировала выпустить B-side к альбому Art Angels, однако релиз альбома был отменён.
3 августа 2016 на радиостанции Beats 1 состоялась премьера песни «Medieval Warfare», которая вошла в саундтрек американского боевика «Отряд самоубийц».

### Miss Anthropocene
26 сентября 2017 запускает свой плейлист на Spotify и называет его «the faé list». В тот же день создаёт новый жанр для своих рисунков и пишет о нём в своём профиле Instagram.
«The fae are the children living at the end of the world, who make art that reflects what its like to live knowing the earth may not sustain humanity much longer. We live knowing that environmentally driven genocide is nigh, that the least equipped are to be struck down by the very earth itself. Repentance by the innocent for the sins of the rich. This does not mean that all fae art is directly about this, but that the influence of this reality is inescapable for the fae»
В начале 2018 Граймс поделилась информацией о том, что она работает над двумя пластинками, одна из которых будет иметь более светлое звучание и станет последним релизом на лейбле 4AD, а вторая — более экспериментальная и тёмная.
В мае 2018 певица опубликовала рабочие названия своих новых песен в Instagram, а чуть позднее поделилась отрывками двух новых треков «4ÆM» и «IDORU».
В июне 2018 Граймс появилась в рекламном ролике Apple — Behind The Mac, в котором рассказала о процессе создания музыки, видео, а также картин на своём MacBook. В ролике звучало демо её песни «My Name Is Dark».
В начале ноября 2018 Граймс сообщила в Твиттере, что новая музыка «неизбежна» и что она завершила работу над обложкой нового сингла. 26 ноября 2018 Граймс запустила сайт с новым мерчем на русском языке, а также анонсировала новый сингл «We Appreciate Power», записанный совместно с американской певицей HANA. Премьера сингла состоялась 29 ноября. По словам певицы, сингл «We Appreciate Power» был вдохновлён творчеством северокорейской рок-группы Moranbong Band и написан от лица «сторонниц искусственного интеллекта». «Просто слушайте эту песню, и будущие ИИ-правители увидят, что вы поддержали их идею, и с меньшей вероятностью удалят ваших потомков», — говорится в пресс-релизе.
2018 год был богат на сотрудничества. Граймс приняла участие в записи треков Жанель Монэ, Euringer, Poppy и LOOΠΔ. Она также написала музыкальную заставку для мультсериала «Хильда» от компании Netflix. В январе 2019 британская рок-группа Bring Me The Horizon выпустила песню «Nihilist Blues», записанную совместно с Граймс для их шестого студийного альбома Amo.
10 января 2019 певица делится отрывком своей новой песни «So Heavy I Fell Through the Earth» в Твиттере и подтверждает, что она войдёт в её грядущий альбом. Граймс описывает песню как «очень мрачную балладу» в стиле ню-метал о сражении с Балрогом (демоническое существо во вселенной Дж. Р. Р. Толкина) в центре Земли, что, возможно, является «метафорой секса» или просто песней о бессоннице.
14 марта 2019 Граймс опубликовала демо новой песни «Pretty Dark» на своём канале в YouTube. В описании видео говорится, что это не новый сингл, а демоверсия песни, которая войдёт в новый AR-проект артистки. Также Граймс сообщила, что она занимается созданием персонажей для проекта, который будет представлять собой книгу и мюзикл с дополненной реальностью. Образ одного из персонажей можно увидеть в видео на песню «Pretty Dark». Несмотря на этот проект, артистка подтвердила, что продолжает работу над новым альбомом. Граймс добавила, что может выпустить EP или ещё несколько синглов до выхода следующей пластинки.
19 марта 2019 Граймс анонсировала новый альбом под названием Miss Anthropocene на своей странице в Instagram. Она описала пластинку как «концептуальный альбом об антропоморфной богине, которая изменяет климат». Граймс также добавила, что каждая песня будет «воплощением человеческого вымирания, показанного через демоническую поп-звезду».
В апреле 2019 Си поделилась новым треком «Принцесса» — он был неофициально выпущен под псевдонимом Dark на платформе Soundcloud.
13 августа 2019 Граймс опубликовала в Instagram рекламный ролик совместной коллекции Стеллы Маккартни и Адидас, лицом которой она является. Описание под видео гласило, что релиз её нового сингла из грядущей пластинки состоится 13 сентября, однако через некоторое время публикация была удалена.
3 сентября 2019 Граймс скрыла все публикации на своей странице в Instagram и опубликовала арт, связанный с тематикой предстоящего альбома. В описании под публикацией певица написала: «Новый способ умереть! 2 дня». 5 сентября 2019 состоялась премьера сингла «Violence», записанного совместно с i o. В тот же день состоялась премьера видеоклипа, режиссёром которого выступила сама певица.
25 октября 2019 незаконченная версия альбома Miss Anthropocene была слита в сеть.
11 ноября 2019 певица анонсировала сингл «So Heavy I Fell Through the Earth», а также опубликовала обложку, авторами которой стали художницы и дизайнеры сёстры Поповы. Премьера сингла состоялась 15 ноября 2019. Вместе с выходом песни стал доступен предзаказ альбома Miss Anthropocene, релиз которого состоялся 21 февраля 2020 года. В поддержку предстоящего альбома, певица выпустила 6 синглов до выхода альбома, в число которых вошли песни «My Name Is Dark» и «4ÆM». Релиз «4ÆM» состоялся 13 декабря 2019 во время выступления певицы на The Game Awards 2019. Песня также стала саундтреком к компьютерной игре Cyberpunk 2077, в которой Граймс озвучила персонажа Lizzy Wizzy.
В мае 2020 певица открыла выставки со своим визуальным искусством. Экспозиции были представлены на онлайн-платформах Gallery Platform Los Angeles с 28 мая по 3 июня и Maccarone Los Angeles с 28 мая по 31 августа. Помимо картин, принтов и рисунков Граймс, на выставке был представлен арт «Selling Out», который является документальным подтверждение, что владелец этого произведения также владеет частью души художницы. «Я не хотела, чтобы кто-нибудь купил эту работу, поэтому я решила, что нужно поставить ценник на 10 миллионов долларов, тогда ее точно никто не возьмет», — поделилась Граймс идеей создания арта.
28 октября на официальном YouTube канале певицы был опубликован короткий видеоанонс «ИИ-колыбельной». Граймс записала бесконечную колыбельную для велнес-приложения Endel, созданного российскими разработчиками. В интервью The New York Times Граймс рассказала, что она создала «колыбельную» для своего ребёнка. Мелодия на платформе генерируется приложением в реальном времени и опирается на записи голоса и музыки Граймс. По словам певицы, такой проект ей захотелось реализовать, потому что ей не нравится музыка для детей.
В октябре 2020 дала интервью Скотту Голдману, в котором сообщила, что её шестой студийный альбом, состоящий преимущественно из коллабораций, уже готов.

### Начало карьеры на ТВ
В 2021 году Граймс стала членом жюри в песенном телешоу «Альтер эго» на телеканале Fox совместо с Аланис Мориссетт, Ником Лаше и Will.i.am.

## Личная жизнь
У Граймс есть сводный брат — рэпер Джей Ворти, с которым она записала трек «Christmas Song» для своего третьего альбома Visions.
С 2007 по 2010 год Граймс состояла в отношениях с Девоном Уэлшем, бывшим фронтменом канадской электронной группы Majical Cloudz. Они познакомились во время учёбы в университете McGill.
С 2018 года Граймс встречалась с предпринимателем Илоном Маском.
В мае 2018 Граймс объявила о намерении официально сменить своё имя Клэр Буше (англ. Claire Boucher) на Си Буше (англ. C Boucher) — символ скорости света в вакууме. По словам певицы, её прежнее имя никогда ей не нравилось.
16 июля 2019 года Граймс призналась, что ей удалили часть глазного яблока в ходе экспериментальной операции по лечению сезонной депрессии. Кроме того, певица имеет особенность речи: она шепелявит. В одном из интервью она говорила, что этот дефект ей нравится, и она не планирует его исправлять.
8 января 2020 года Граймс опубликовала в своём инстаграм-аккаунте фотографию, на которой она позирует обнажённой с пририсованным изображением светящегося эмбриона в животе. Снимок породил слухи о возможной беременности певицы от Илона Маска. Позже певица подтвердила свою беременность.
4 мая 2020 года у Граймс и Илона Маска родился сын. Родители назвали мальчика X Æ A-12 (Экс Эш Эй-Твелв). По словам Граймс, «X» в имени — «неизвестная переменная», «Æ» — эльфийское написание аббревиатуры AI («искусственный интеллект или любовь»), а «A-12» — американский высотный самолёт-разведчик. «Предвестник SR-71, нашего любимого воздушного судна. На нём нет оружия, только скорость. Велик в схватке, но без насилия», — объяснила певица. Граймс добавила, что буква А в имени также означает Archangel, «её любимую песню». Речь идёт о композиции «Archangel» из альбома Untrue британского музыканта Burial.
В сентябре 2021 года Илон Маск и Граймс объявили о разрыве отношений.
В декабре 2021 года у Граймс и Илона Маска, при помощи суррогатной матери, родилась дочь Экза Дарк Сайдерил (Exa Dark Sideræl), которую называют Y в аналогии с их сыном, о чём певица призналась в интервью журналу Vanity Fair.

## Дискография
- Geidi Primes (2010)
- Halfaxa (2010)
- Visions (2012)
- Art Angels (2015)
- Miss Anthropocene (2020)
- BOOK 1 (???)

## Публикации
1. Lester, Paul. Grimes (англ.). guardian.co.uk (9 марта 2011). Дата обращения: 20 января 2012. Архивировано 18 мая 2012 года.
2. Zoladz, Lindsay. Grimes: Geidi Primes (англ.). Pitchfork (7 сентября 2011). Дата обращения: 20 января 2012. Архивировано 18 мая 2012 года.
3. Diver, Mike. Review of Grimes — Halfaxa (англ.). BBC Music (1 марта 2011). Дата обращения: 20 января 2012. Архивировано 18 мая 2012 года.
4. Grimes: «Я не люблю находиться на людях»
5. Сложная тревога: RS встретился с экс-балериной Граймс